# Henrietta z Nassau-Weilburg (1780–1857)
Henrietta z Nassau-Weilburg (ur. 22 kwietnia 1780 w Kirchheimbolanden; zm. 2 stycznia 1857 w Kirchheim unter Teck), księżniczka Nassau-Weilburg, księżna Wirtembergii.
Księżniczka Henrietta była córką Karola Krystiana, księcia Nassau-Weilburg, i Karoliny Orange-Nassau, córki księcia Wilhelma IV Orańskiego. 28 stycznia 1797 wyszła za mąż za Ludwika Wirtemberskiego, syna Fryderyka II Eugeniusza, księcia Wirtembergii.

## Dzieci
Z Ludwikiem Wirtemberskim miała cztery córki i syna:
- Maria Dorota Wirtemberska (ur. 1 listopada 1797, zm. 30 marca 1855), w 1819 roku wyszła za mąż za arcyksięcia Józefa, palatyna Węgier (1776–1847),
- Amelia Wirtemberska (ur. 28 czerwca 1799, zm. 28 listopada 1848), jej mężem od 1817 roku był Józef z Saksonii-Altenburga (1789–1868),
- Paulina Wirtemberska (ur. 4 września 1800, zm. 10 marca 1873), wyszła za mąż w 1820 za swojego kuzyna, króla Wilhelma I Wirtemberskiego (1781–1864),
- Elżbieta (ur. 27 lutego 1802, zm. 5 grudnia 1864), w 1830 wyszła za mąż za księcia Wilhelma Badeńskiego (1792–1859),
- Aleksander Wirtemberski (ur. 9 września 1804, zm. 4 lipca 1885), książę Wirtembergii, jego dzieci otrzymały tytuł książąt Teck od króla Wilhelma I Wirtemberskiego, przodek królowej Elżbiety II[2].